# Sergei Alexandrowitsch Jemelin
Sergei Alexandrowitsch Jemelin (russisch Сергей Александрович Емелин; * 16. Juni 1995 in Rusajewka, Mordowien, Russland) ist ein russischer Ringer. Er wurde 2018 Weltmeister im griechisch-römischen Stil in der Gewichtsklasse bis 60 kg Körpergewicht.

## Werdegang
Sergej Emelin wuchs in Rusajewka auf und wurde dort im Alter von 10 Jahren an seiner Grundschule von Nikolai Slesarow, der noch heute sein Ringertrainer ist, für das Ringen entdeckt. Er konzentrierte sich dabei von Anfang an auf den griechisch-römischen Stil und gehört dem Ringer-Club Witjas Saransk an. Neben Nikolai Slesarow haben auch die Trainer W.W. Romanow, A.B. Grigorjew und Nationaltrainer Gogi Koguaschwili großen Anteil an seiner erfolgreichen Entwicklung. Sergej Emelin ist mit 1,75 Metern relativ groß für seine Gewichtsklasse und ist Student.
Bis 2015 wurde Sergej Emelin insgesamt viermal russischer Meister in den Juniorenklassen „Cadets“ und „Juniors“. Bei den Senioren konnte er sich dagegen noch nicht in die Siegerlisten eintragen.
Seine internationale Laufbahn begann er bei der Junioren-Weltmeisterschaft 2011 der Altersklasse „Cadets“ in Szombathely, doch musste er sich dort in der Gewichtsklasse bis 58 kg mit dem 11. Platz begnügen. Auch bei der Junioren-Europameisterschaft („Cadets“) 2012 in Kattowitz verfehlte er in der gleichen Gewichtsklasse mit einem 7. Platz die vorderen Ränge deutlich. Seinen ersten Medaillengewinn bei einer internationalen Meisterschaft feierte er im August 2014, als er bei der Junioren-Weltmeisterschaft (Junios) in Zagreb in der Gewichtsklasse bis 60 kg den 3. Platz belegte. Er besiegte dort u. a. Kenichiro Fumita aus Japan, verlor aber im Viertelfinale gegen Karen Aslanjan aus Armenien. Die Bronzemedaille erkämpfte er sich dann mit Siegen in der Trostrunde über Kristijan Simatic aus Kroatien und Radu Mihai Mihut aus Rumänien.
2015 feierte er dann in Salvador da Bahia seinen ersten Titelgewinn. Er wurde dort Weltmeister bei den Junioren (Juniors) in der Gewichtsklasse bis 60 kg. Auf dem Weg zu diesem Erfolg besiegte er Radu Mihai Mihut, Augustin Spasow, Bulgarien, Etienne Kinsinger aus Deutschland und Karim Jalasow, Aserbaidschan. Im März 2016 wurde er in Russe auch U 23-Europameister in der Gewichtsklasse bis 59 kg. Dabei besiegte er Chwicha Tschitawa, Georgien, Tamas Nad, Serbien, Etienne Kinsinger und im Finale Murad Mammadow aus Aserbaidschan.
Im Jahre 2016 stand er auch viermal in russischen Mannschaften, die bei verschiedenen internationalen Mannschafts-Wettbewerben (Team-World-Cup in Shiraz, "Oleg-Karawajew"-Memorial in Minsk, "Alrosa-Cup" in Moskau und "Club-Weltmeisterschaft in Budapest). Er siegte dabei u. a. über Elbek Taschijew, Weißrussland, Mirambek Ainagulow, Kasachstan, Aram Wardanjan, Usbekistan, Michal Tracz, Polen, Schora Abowjan, Ukraine, Elmat Talant Bekuulu, Kirgistan, Przemyslaw Piatek, Polen und Kristijan Friis, Serbien und unterlag nur gegen Saman Morad Abdouli, Iran und Soslan Daurow, Weißrussland.
Im Februar 2017 kam er bei der U 23-Weltmeisterschaft in Bydgoszcz in der Gewichtsklasse bis 59 kg auf den 2. Platz, weil er nach Siegen über Przemyslaw Piatek, Tarun Dumojan, armenien und Sakit Gulijew, Aserbaidschan im Finale nach einem griffreichen Duell mit 14:15 techn. Punkten gegen den Japaner Masuto Kawana verlor.
Im Januar 2018 siegte Sergej Emelin beim wichtigen „Iwan-Poddubny“-Turnier in Moskau in der Gewichtsklasse bus 60 kg vor seinen russischen Landsleuten Mingijan Semjonow, Dschambulat Lokjaew und Artur Petrosjan und wurde daraufhin von Gogo Koguaschwili für die Europameisterschaft dieses Jahres in Kaspiisk aufgestellt. In Kaspiisk war er in hervorragender Form und wurde mit Siegen über Etienne Kinsinger, Erik Toba, Ungarn, Dato Tschchartiaschwili, Georgien und Murad Mammadow Europameister. Er wurde dann auch im Oktober 2018 bei der Weltmeisterschaft in Budapest eingesetzt und gewann dort ebenso überlegen den Weltmeistertitel. Auf dem Weg zu diesem Erfolg besiegte er Maksim Kacharski, Weißrussland, Haithem Mahmoud Ahmed Fahmy Mahmoud, Ägypten, Aidos Sultangali, Kasachstan und Victor Ciobanu aus Moldawien.
Bei der Europameisterschaft 2019 in Bukarest besiegte er in der Gewichtsklasse bis 60 kg Virgil Munteanu, Rumänien, Hilary Maegisalu, Estland und Kerem Kamal, Türkei, verlor aber im Finale denkbar knapp gegen Virgil Ciobanu (5:5 techt. Punkte) auf Grund der letzten Wertung für Ciobanu. Auch bei der Weltmeisterschaft dieses Jahres in Nur-Sultan (Kasachstan) konnte er seinen Titel nicht verteidigen. Er kam dort nach vier gewonnenen Kämpfen zwar in das Finale, in dem er aber gegen den Japaner Kenichiro Fumita nach Punkten (5:10) verlor. Bei den Militär-Weltspielen 2019 im Wuhan kämpfte er sich ebenfalls in das Finale, in dem er aber gegen Ung Ri-Se aus Nordkorea unterlag.

## Internationale Erfolge
| Jahr | Platz | Wettbewerb                                            | Gewichtsklasse | Ergebnisse |
| 2011 | 11.   | Junioren-WM (Cadets) in Szombathely                   | bis 58 kg      | nach einem Sieg über Hayden Daniel Tuma, USA und einer Niederlage gegen Schmagi Bolkwadse, Georgien                                                                                 |
| 2012 | 7.    | Junioren-EM (Cadets) in Kattowitz                     | bis 58 kg      | Sieger: Karen Aslanjan, Armenien vor Murad Mammadow, Aserbaidschan |
| 2014 | 1.    | „Herman-Kare“-Turnier in Kuovola                      | bis 59 kg      | vor Rami Petri Syrjae und Niho Ohukainen, Finnland und Dschambulat Lokjaew, Russland                                                                                                |
| 2014 | 3.    | Junioren-WM (Juniors) in Zagreb                       | bis 60 kg      | nach Siegen über Dante Rodriguez, USA und Kenichiro Fumita, Japan, einer Niederlage gegen Karen Aslanjan und Siegen über Kristijan Simatic, Kroatien und Radu Mihai Mihut, Rumänien |
| 2015 | 1.    | Junioren-WM (Juniors) in Salvador da Bahia            | bis 60 kg      | nach Siegen über Radu Mihai Mihut, Augustin Spasow, Bulgarien, Etienne Kinsinger, Deutschland und Karim Jalasow, Aserbaidschan                                                      |
| 2016 | 7.    | „Iwan-Poddubny“-Memorial in Tjumen                    | bis 59 kg      | Sieger: Ibragim Labasanow, Russland vor Elmurat Tasmuradow, Usbekistan und Stjepan Marjanjan, Russland                                                                              |
| 2016 | 1.    | U 23-EM in Russe                                      | bis 59 kg      | nach Siegen über Chwicha Tschitawa, Georgien, Tamas Nad, Serbien, Etienne Kinsinger und Murad Mammadow                                                                              |
| 2017 | 3.    | „Iwan-Poddubny“-Memorial in Moskau                    | bis 59 kg      | hinter Mingijan Semjonow und Dschambulat Lokjaew, gemeinsam mit Stjepan Marjanjan, alle Russland                                                                                    |
| 2017 | 2.    | U 23-WM in Bydgoszcz                                  | bis 59 kg      | nach Siegen über Przemyslaw Piatek, Polen, Tarun Dumonjan, Armenien und Sakit Gulijew, Aserbaidschan und einer Niederlage gegen Masuto Kawana, Japan                                |
| 2018 | 1.    | „Iwan-Poddubny“-Memorial in Moskau                    | bis 60 kg      | vor Mingijan Semjonow, Dschambulat Lojaew und Artur Petrosjan, alle Russland |
| 2018 | 1.    | „Kristijan-Palusalu“-Memorial in Tallinn              | bis 60 kg      | vor Maksim Kacharski, Weißrussland, Virgil Munteanu, Rumänien und Ilja Zarjuk, Israel                                                                                               |
| 2018 | 1.    | EM in Kaspiisk                                        | bis 60 kg      | nach Siegen über Etienne Kinsinger, Erik Torba, Ungarn, Dato Tschchartaschwili, Georgien und Murad Mammadow                                                                         |
| 2018 | 1.    | „Ljubomir-Ivanovic-Gedza“-International in Kragujevac | bis 60 kg      | vor Mingijan Semjonow, Lauri Mahonen, Finnland und Jozsef Andrasi, Ungarn |
| 2018 | 1.    | WM in Budapest                                        | bis 60 kg      | nach Siegen über Maksim Kacharski, Haithem Mahmoud Ahmed Fahmy Mahmoud, Ägypten, Aidos Sultangali, Kasachstan und Victor Ciobanu, Moldawien                                         |
| 2019 | 1.    | „Dan-Kolow“ & „Nikola-Petrow“-Memorial in Russe       | bis 60 kg      | vor Waihan Sailiko, China, Scholaman Scharschenbekow, Kirgisistan und Rustam Teiischow, Kirgisistan                                                                                 |
| 2019 | 2.    | EM in Bukarest                                        | bis 60 kg      | nach Siegen über Virgil Munteanu, Helary Maegisalu, Estland und Kerem Kamal, Türkei und einer Niederlage gegen Victor Ciobanu                                                       |
| 2019 | 2.    | WM in Nur-Sultan                                      | bis 60 kg      | nach Siegen über Erik Torba, Ungqarn, Razvan Arnaut, Rumänien, Lenur Temirow, Ukraine und Mirambek Ainagulow, Kasachstan und einer Niederlage gegen Kenichiro Fumita, Japan         |
| 2019 | 2.    | Militär-Weltspiele in Wuhan                           | bis 60 kg      | nach Siegen über Aidos Sultangali, Justas Petravicius, Litauen und Gyanendra, Indien und einer Niederlage gegen Ung Ri-Se, Nordkorea                                                |

Erläuterungen
- alle Wettkämpfe im griechisch-römischen Stil
- WM = Weltmeisterschaft, EM = Europameisterschaft